# Joachim Torrelli
Joachim Torrelli (4 maggio 1994) è un giocatore di football americano francese, che gioca come quarterback per gli Hurricanes de Montpellier.
Ha iniziato la carriera negli Iron Mask de Cannes, proseguendo alternandosi fra i Dauphins de Nice e gli Hurricanes de Montpellier.